# Oxystophyllum cultratum
Oxystophyllum cultratum é uma espécie de orquídea cujos caules são recobertos por folhas suculentas e rígidas que formam uma espécie de leque alongado com flores pequenas que abrem em sucessão, nativa das Filipinas a Sulawesi.